# Centre de l'académie Sankelmark
 (août 2021).
Le centre de l’académie Sankelmark est une académiepour des formations politiques, historiques et culturelles avec un centre de conférences dans la municipalité allemande Oeversee-Sankelmark située dans le Land Schleswig-Holstein. Le centre de l’académie est constitué de l’académie Sankelmark inscrit dans les associations déclarées de l’association allemande des frontières (Deutschen Grenzverein), de l’académie européenne Schleswig-Holstein (Europäische Akademie Schleswig-Holstein), de l’académie balte (Academia Baltica) et du réseau de compétences des minorités (Minderheiten-Kompetenz-Netzwerk Schleswig-Holstein / Süddänemark) .        

## Histoire

### Les débuts
Le projet de construire un centre de formation au lac de Sankelmark dans la municipalité d'Oeversee existerait probablement déjà à l’époque de la République de Weimar. Mais c’est toutefois la minorité danoise de la région de Schleswig qui donna involontairement une impulsion à la création de l’académie Sankelmark. En 1949, l‘association des écoles danoises (Dänische Schulverein) avait loué un grand terrain de deux hectares au lac de Sankelmark pour y édifier une Højskole (centre de formation). Le sous-préfet de l’époque et plus tard le préfet Friedrich Wilhelm Lübke a résisté à ce projet car il le percevait comme faisant partie d’une « offensive culturelle » danoise dans les régions frontalières. Dans un discours de campagne en 1948, Lübke a déclaré : « je tiens à reconnaître publiquement que nous ne voulons pas de centre de formation danois au lac de Sankelmark ». Lübke doute de la validité du bail et refuse un permis de construire. En outre, le terrain du lac de Sankelmark est une zone naturelle protégée par le conseil cantonal en 1950 de sorte qu’aucune autre construction n’était possible. L'association des écoles danoises avait déjà renoncé à ses projets et a choisi une municipalité voisine de Sankelmark, celle de Jarplund, comme lieu d’implantation de la Højskole. 

### 1952–1955
En dépit des mesures prises pour protéger la nature, l'association allemande des frontières a décidé de construire un lieu de formation allemand au lac de Sankelmark. Le 17 juin 1951, le sous-préfet Lübke déposa, en tant que président de l’association, la première pierre de l’académie. Cependant, l’idée d’un centre résidentiel d’éducation pour adultes comprenant un gymnase et une scène en plein air imaginée par Lübke n’a pas été réalisée. Au lieu de cela, le concept du bibliothécaire Franz Schriewer a été réalisé, il préconisait une académie « pour l'éclairage et la formation aux questions frontalières et au travail frontalier ». Selon le modèle de l’académie protestante, les conférences comptant jusqu'à trois jours d'événement doivent être organisées à Sankelmark. Le 29 juin 1952, l’académie des frontières Sankelmark a été inaugurée par une cérémonie. Le bâtiment, d’une valeur de 900 000 Deutsche Mark, a été financé par le gouvernement fédéral, l'État du Schleswig-Holstein, l'association frontalière allemande et par des dons d'institutions publiques et de particuliers. Au moment de son ouverture, le bâtiment de l'académie, construit en briques silico-calcaires et en blocs rocheux, comprenait un réfectoire, une salle de conférence, une salle de cours et une bibliothèque de 3 000 volumes. Dix chambres simples et douze chambres doubles étaient disponibles pour les participants à la conférence. Les vitrines initialement prévues pour les vestiges de la bataille d'Oeversee (1864) n'ont cependant pas été acquises. En 1952, 50 employés travaillaient à l’académie des frontières. 
Entre-temps, Friedrich Wilhelm Lübke, le préfet du Land Schleswig-Holstein a souligné lors de son discours d’ouverture de l’académie Sankelmark : « les travaux de l’académie doivent par la triade suivante : "s’inspirer de l’histoire, regarder vers l’avenir et s’emparer du présent ». La charte fondatrice stipulait : « l’académie des frontières doit contribuer au libre débat intellectuel, politique et culturel, apporter une solution pacifique et juste à la question frontalière de Schleswig et, en outre, être la passerelle vers une véritable entente entre les peuples. »
Le premier directeur de l’académie des frontières, le professeur Johann Heinrich Martens, est resté en fonctions seulement quelques mois. Dès octobre 1952, il quitta Sankelmark. Son successeur, Franz Schriewer a dirigé l'académie à temps partiel de 1952 à 1954. En ces temps ci, les problèmes des zones frontalières étaient au centre des travaux de l'académie. Les thèmes principaux des conférences étaient le pays, la patrie, le peuple et l’histoire. L’académie des frontières a tenté d'atteindre l'objectif ambitieux de promouvoir l'allemand dans les régions frontalières tout en facilitant le dialogue avec ses voisins danois, notamment en organisant des conférences germano-scandinaves et en assurant la formation continue des enseignants de Scandinavie à un stade précoce. Malgré cela, en 1954, un rédacteur de la NWDR (Radio nord-ouest-allemand en français) jugea à propos de Sankelmark : « Il n'y a jamais eu de véritable rencontre entre les membres des deux groupes ethniques à cet endroit ».

### 1955–1968
Après les déclarations de Bonn-Copenhague, le travail frontalier traditionnel allemand est devenu obsolète en 1955. Heinz Dähnhardt a apporté de nouveaux thèmes à l’académie des frontières. Il était auparavant chef de la section artistique du quotidien Die Welt et a dirigé l'académie des frontières de 1954 à 1968. Les développements politiques et sociaux en Allemagne et en Europe orientent de plus en plus les programmes de l’académie. Cela implique de se confronter au passé national-socialiste. La conférence Un passé non résolu d'octobre 1955 fut pionnière à cet égard. Entre 1952 et 1956, entre 55 et 75 événements ont été organisés chaque année à Sankelmark, entre 20 et 25 conférences par an ont été conçues et réalisées par le personnel de l'académie, d'autres événements avec des partenaires de coopération tels que l'Académie protestante du Schleswig-Holstein. Les participants étaient principalement des fonctionnaires, des enseignants ainsi que des « ménagères et paysannes ».

### 1968–1988
Les sujets politiques ont déterminé le programme de l'académie à partir de 1968. Joachim Oertel, directeur de l'académie Sankelmark de 1968 à 1991, a été l'un des premiers partisans de la compréhension entre les Allemands et leurs voisins d'Europe de l'Est. La conférence "les relations germano-polonaises dans le présent et à l'avenir" en mars 1971 a été suivie de nombreux événements sur l'histoire et le présent de l'Europe centrale et orientale, avec de plus en plus d'invités venant de Pologne et des États baltes à partir de la fin des années 1980. Les séminaires sur la "question allemande" et les congrès sur les minorités organisés à Sankelmark à partir de 1984 ont constitué d'autres points d'intérêt. Après l'adhésion du Danemark à la Communauté européenne en 1973, Oertel a de son propre chef changé le nom de l'académie en Akademie Sankelmark. Cette mesure n'a été approuvée qu'ultérieurement par le conseil d'administration de l'association allemande des frontières. Dans les années 1970 et 1980, les professeurs de l'académie comprenaient le politologue et sinologue Dietmar Albrecht, futur directeur fondateur de l'académie balte, le député SPD du Landtag Gert Roßberg et Klaus Matthiesen, de 1973 à 1983 chef parlementaire du SPD au Landtag du Schleswig-Holstein. En 1982, 30 ans après l'ouverture de l'académie, Sankelmark comptait 6 000 visiteurs par an, dont 10 à 15 % venaient de l'étranger.

### 1988–2021
À partir de 1988, le land de Schlewig-Holstein a réduit son financement de l'association allemande des frontières. Les problèmes qui en ont résulté ont marqué le mandat du théologien Gerhard Jastram, directeur de l'académie de 1991 à 1998. Une stabilité financière est atteinte à la fin des années 1990, pendant le mandat du directeur de l'académie, Rainer Pelka. Le transfert de l’académie européenne du Schleswig-Holstein de Leck à Sankelmark en 1999 a également contribué à renforcer le site de Sankelmark. De plus, en 2011, l’académie balte a déplacé ses bureaux de Lübeck à Sankelmark. Depuis lors, l'académie Sankelmark (Akademie Sankelmark), l'académie européenne du Schleswig-Holstein (Europäische Akademie Schleswig-Holstein) et l'académie Balte (Academia Baltica) ont formé le centre de l’académie Sankelmark sous la direction de l'historien Christian Pletzing. L’académie européenne obtient en 2013 le statut d’Europe Direct Centre d'information sur l'Union européenne. Depuis 2020, le centre de l‘académie compte également le réseau de compétences des minorités Schleswig-Holstein / Süddänemark. Le financement du Land Schleswig-Holstein, qui était en baisse ou en stagnation depuis de nombreuses années, a été progressivement augmenté depuis 2014. Les financements institutionnels ne représentent néanmoins que 20% des revenus du centre de l'académie. De 2018 à 2021, d'importants travaux de rénovation ont eu lieu dans l'académie, en partie financés par l'Union européenne. 

## Profile

### L'académie Sankelmark
L’académie Sankelmark est un établissement de formation pour adultes qui propose des séminaires et des formations sur la politique et la culture dans le secteur de Sønderjylland/Schleswig, le Land Schleswig-Holstein et la République fédérale d’Allemagne. Ainsi, on liste les points principaux suivants :
- Formation politique, le façonnement de la coexistence démocratique

- Histoire, culture et religion ; la littérature et les arts visuels, et donc les fondements éthiques de notre société

L‘académie Sankelmark a ouvert ses portes en 1952 en tant que lieu de "libre débat intellectuel, politique et culturel […] de passerelle vers une véritable entente entre les peuples". Voici le libellé de la charte fondatrice. L’académie est parrainée par l’association allemande des frontières, déclarée et sans but lucratif dont les membres proviennent des quartiers et des municipalités de Schleswig.

### L'académie européenne du Schleswig-Holstein
L’académie européenne Schleswig-Holstein propose des séminaires ainsi que des conférences sur les questions politiques et culturelles européennes, avec un accent particulier sur la région de la mer Baltique. Le travail de l'académie repose sur deux piliers :
- L'académie européenne se concentre principalement sur les institutions européennes et la politique, la culture et la vie quotidienne de nos voisins européens.
- L'académie européenne des affaires des minorités fournit des informations sur les problèmes rencontrés par les minorités et les approches pour les résoudre.

L’académie européenne Schleswig-Holstein est construite en 1978. Elle se délocalise en 1999, passant de l'ancien centre résidentiel d'éducation pour adultes de Leck à Sankelmark. Cette association déclarée sans but lucratif finance l‘académie. Ses membres sont des institutions d'Allemagne, du Danemark et de Belgique.

### L'académie balte
Les travaux et les objectifs de l’académie balte (Academia Baltica), fondée à Lübeck en 2001, sont l’entente avec les voisins allemands de l’est, la promotion de la coopération en partenariat dans la région de la mer Baltique et en Europe centrale et orientale, ainsi que la communication de l'histoire et de la culture européennes. Les sujets des travaux de l'académie vont de la politique à l'économie, de la littérature et de l'art aux colloques bi- et multinationaux sur l'histoire récente et la coopération internationale des médias dans la région de la mer Baltique. Les rapports de conférence et les monographies sont publiés dans la série "Colloquia Baltica". L’association académie balte, déclarée à but non lucratif, basée à Lübeck finance l’académie. En 2011, l’académie Balte (Academia Baltica) a relocalisé ses locaux à Sankelmark. Les événements des trois académies sont ouverts à toutes personnes intéressées et se déroulent au centre de l'académie Sankelmark. Depuis 1952, environ 500 000 invités ont participé aux événements organisés dans les deux académies de Sankelmark.

### Réseau de compétences des minorités (Minderheiten-Kompetenz-Netzwerk)
L’objectif du réseau de compétences des minorités Schleswig-Holstein / Süddänemark est de promouvoir des activités par et pour les minorités nationales et régionales dans la région frontalière germano-danoise. Ce réseau de compétences vient compléter l’offre de l’académie Sankelmark en 2020, Helen Christiansen en est la coordinatrice. Le réseau organise des événements destinés à faire connaître, à l’échelle européenne, l’expérience de la relation entre les minorités et les majorités dans le Schleswig-Holstein et dans la région Danemark du sud. Ce réseau veut ainsi contribuer à la rencontre des minorités et des majorités. Les principaux domaines de travail du MKN sont les suivants :
- Des événements et projets sur la question des minorités et sur la mise en œuvre de la politique relative aux minorités dans la région frontalière entre l’Allemagne et le Danemark.

- Une mise en réseau régionale et transfrontalière entre les minorités et la population majoritaire dans le Land de Schleswig-Holstein, dans le sud de l’Allemagne et en Europe.

Les membres du réseau de compétences des minorités sont :
- Bund Deutscher Nordschleswiger (BDN ; la Confédération allemande du Nordschleswiger)
- Deutscher Grenzverein (association allemande des frontières)
- Europäische Akademie Schleswig-Holstein (EASH ; académie européenne Schleswig-Holstein)
- European Centre for Minority Issues (ECMI)
- Föderalistische Union Europäischer Nationalitäten (FUEN ; Union fédéraliste des nationalités européennes)
- Frasche Rädj / Friesenrat – Sektion Nord (le Conseil frison)
- Region Syddanmark (la région Danemark du Sud)
- Stadt Flensburg (ville de Flensburg)
- Sydslesvigsk Forening e.V. (SSF ; l'association des Schleswigiens du Sud)
- Verband Deutscher Sinti und Roma e.V. (association des Sintis et Roms allemands)
- Landesverband Schleswig-Holstein (association du Land de Schleswig-Holstein)

Le réseau de compétences des minorités est promu par le Land Schleswig-Holstein et par la région danoise Syddanmark. 

### Europe Direct
L’Europe Direct Südschleswig fait partie du centre académique Sankelmark depuis 2013. 
Ils souhaitent susciter l’enthousiasme de la population pour l’Europe et rendre l’Union européenne plus transparente pour les citoyennes et les citoyens. En tant qu'interlocuteur, ils sont à la disposition de tous pour toutes les questions relatives à l'Europe. Les évènements et l’éventail d’informations proposés par l’Europe Direct Südschleswig mettent en évidence les avantages et les chances de l’adhésion à l’Union Européenne, en outre ils répondent aux craintes des citoyens. 
Les sources d’informations comprennent des documents officiels de l’UE, des brochures, des ouvrages de référence et des revues. Dans le cadre des "Sankelmark Europe Talks", des représentants du monde politique, économique et scientifique discutent des questions de politique européenne actuelles et de leur impact sur la région du sud du Schleswig (Südschleswig).
L’Europe Direct Südschleswig fait partie du réseau des Europe Direct (de) en Allemagne qui appartient à une association européenne de centres. Ces centres rendent l'Europe concrète pour les populations locales et les encouragent à s'impliquer dans le débat sur l'avenir de l'UE. Ce réseau est administré par la Commission européenne.

## Bâtiments
Le bâtiment principal de l'académie, construit en 1952, a été agrandi par une aile nord à la fin des années 50. En 1966, la maison d’hôtes a été construit à côté du bâtiment principal, sous laquelle se trouvait le bunker "Simon" du gouvernement du Land Schleswig-Holstein. Un deuxième bunker du gouvernement se trouve dans la municipalité allemande Lindewitt, également près de Flensburg. En 1972, une aile de séminaires comprenant trois salles pour les séminaires et des salles de conférences ainsi qu’une galerie a été ajoutée au bâtiment principal. La maison d’hôtes 2 a été construite en 1986, cela a permis d’agrandir considérablement le bunker du gouvernement. C’est en 2004 que sera construit le restaurant et l’aile de cuisine après une rénovation intégrale du bâtiment en 1999. De 2018 à 2019 ont suivi une rénovation énergétique complète des bâtiments. En plus de l'ensemble du système de chauffage, environ 300 fenêtres et vitres ont été remplacées. Dans une des pièces qui servait de cuisine jusqu’en 2004, un bar sur le lac y sera ouvert en 2021.  

## Directeurs
- Johann Heinrich Martens (1952)
- Franz Schriewer (1952–1954)
- Heinz Dähnhardt (1954–1968)
- Joachim Oertel (1968–1991)
- Gerhard Jastram (1991–1998)
- Rainer Pelka (1998–2010)
- Stefan Vöhringer (provisoire, 2010)
- Christian Pletzing (depuis 2011)

## Littérature
- Michael Freund: Rückschauend voranschreiten. Die Gründung der Akademie Sankelmark in Zeiten grenzpolitischer Auseinandersetzungen. Akademie Sankelmark 2002 (PDF; 753 kB).
- Gerhard Jastram, Albert von Mutius (Hrsg.): Akademiearbeit im Wandel – 40 Jahre Akademie Sankelmark. Kiel 1997.
- Joachim Oertel, Erich Rohner et al. (Hrsg.): Standortbestimmung. Eine Festgabe zum 25jährigen Bestehen der Akademie Sankelmark. Sankelmark 1977.